# Tröllabotnar
Tröllabotnar är en bergstopp i republiken Island. Den ligger i regionen Norðurland vestra, 190 km nordost om huvudstaden Reykjavík. Toppen på Tröllabotnar är 789 meter över havet.
Trakten runt Tröllabotnar är nära nog obefolkad, med mindre än två invånare per kvadratkilometer. Närmaste större samhälle är Sauðárkrókur, omkring 15 kilometer nordost om Tröllabotnar. Trakten runt Tröllabotnar består i huvudsak av gräsmarker.